# Wideoblog
Wideoblog (ang. videoblog, vlog lub vog) – rodzaj bloga internetowego, którego zasadniczą treść stanowią pliki filmowe (VODcast) publikowane przez autora w kolejności chronologicznej. Pliki udostępniane są do odtwarzania w technologii video-streamingu lub do pobrania na komputer użytkownika – gościa i widza wideobloga. Vlogerzy publikują swoje filmy głównie w serwisie YouTube oraz Dailymotion.
Pierwszą wideoblogerką, która przekroczyła milion subskrypcji, była Michelle Phan. Jej vlog to dziś poradnik o modzie i wizażu dla milionów internautek z całego świata. Pojedyncze odcinki notują dziś niekiedy ponad 2 miliony odsłon. Nie mniejszy sukces osiągnęła Brytyjka Lauren Luke, znana w sieci pod pseudonimem panacea81. Choć liczba jej subskrybentów wynosi jedynie pół miliona, to może się ona poszczycić kosmetykami pod szyldem własnego nazwiska, dwiema autorskimi książkami i stałą rubryką w brytyjskim dzienniku „The Guardian”.

## Historia
W latach 80. XX wieku  nowojorski artysta Nelson Sullivan nagrywał filmy o Nowym Jorku i Południowej Karolinie w stylistyce zbliżonej do vlogów – format wideobloga charakteryzuje się chronologią wydarzeń i osadzeniem autora w roli bohatera filmu.
Adam Kontras w 2000 opublikował wpis na blogu, który uzupełniony był krótkim wideo. Celem filmu było poinformowanie przyjaciół i rodziny o jego przeprowadzce do Los Angeles.
YouTube
Najpopularniejszym vlogiem w 2004 był Rocketboom, który był internetowym programem informacyjnym produkowanym przez Andrew Barona. W 2005 powstał YouTube, który stał się główną platformą oferującą możliwość dodawania wideo. Z platformy mógł korzystać każdy, była ona bezpłatna. Powstanie YouTube to fundamentalny krok w rozwoju vlogowania, początkowe vlogi pojawiały się tam sporadycznie i przeważnie były to nagrania wideo niskiej jakości. 23 kwietnia 2005 roku na YouTube  został opublikowany pierwszy vlog, autorem nagrania o tytule Me at the zoo był Jawed Karim – współzałożyciel platformy. W 2006 YouTube stał się piątym najpopularniejszym miejscem w Internecie, dziennie pojawiało się tam 65 tysięcy nowych filmów, miesięcznie serwis miał średnio 100 milionów odwiedzających. Charles Trippy został wpisany do księgi rekordów Guinnessa w kategorii „Most Consecutive Daily Personal Video Blogs Posted On YouTube”, ponieważ codziennie na swoim kanale na YouTube o nazwie Internet Killed Television umieszczał vlogi przez ponad 3000 dni.
VidCon
W historii vlogowania dużą rolę odegrał VidCon – jest to coroczny zjazd organizowany w Los Angeles, który pozwala twórcom treści na YouTube i ich widzom, spotkać się w celach biznesowych i rozrywkowych. Pierwszy VidCon odbył się 10 lipca 2010 roku, stając się największym spotkaniem twórców internetowych z widzami.  